# Danila Sotnikov
Danila Olegovič Sotnikov (in russo Данила Олегович Сотников?; 2 novembre 1993) è un lottatore russo naturalizzato italiano specializzato nella lotta greco-romana. Dal 2022 compete per la nazionale italiana, per cui ha vinto un argento e un bronzo ai campionati europei. Fino al 2020 ha gareggiato per la nazionale russa.

## Palmarès
- Europei

Budapest 2022: argento nei 130 kg;
Bucarest 2024: bronzo nei 130 kg;